# Industrie de la photographie numérique
 (mars 2025).
L'industrie de la photographie numérique est partagée entre de nombreux intervenants : des fabricants d'appareils numériques aux services de développement des photographies, en passant par les fabricants d'imprimantes, de scanners, de solution de stockage, de mémoires, ou de papiers photographiques.

## Fabricants d'appareils photographiques numériques
- Canon : n° 1 du secteur avec 14 millions d'appareils numériques vendus en 2004, 16,9 millions en 2005, 19,2 millions de ventes prévues en 2006, et 23 millions espérés en 2008[réf. nécessaire].
- Casio, industriel venant du secteur des montres et des calculettes, il vise pour 2008 la détention de 10 % du marché des appareils numériques[réf. nécessaire].
- Fuji (Japon)
- Hewlett-Packard (États-Unis)
- Kodak (États-Unis)
- Konica Minolta
- Leaf (en)
- Nikon
- Olympus
- Panasonic (Japon)
- Pentax
- Sigma
- Sony (Japon)
- Kyocera
- Samsung (Corée)

Pour 2006, les huit plus importants fabricants estiment qu'ils écouleront mondialement 76,5 millions d'appareils numériques, en progression de 18 % sur 2005 qui avaient connu 64,9 millions de ventes[réf. nécessaire].
Après une première vague d'appareils compacts pour le grand public qui devient un marché majeur, en 2007, les fabricants misent pour l'avenir sur les reflex numériques et sur une nouvelle génération de compacts numériques dotés de fonctions avancées comme : grand angle, zoom optique de longue portée ou une plus grande définition d'image en pixels.

## Le marché français de la photo numérique
Les principaux fabricants d'appareils de photo numérique vendus en France sont, en 2007 selon l'institut d'études marketing GfK :
- Panasonic : 15,9 % du marché en volume et 21,5 % en valeur.
- Samsung : 15,1 % en volume et 10,3 % en valeur.
- Sony : 13 % en volume et 13,4 % en valeur.
- Kodak : 10,8 % en volume et moins de 10,3 % en valeur.
- Canon : 10,6 % en volume et 15 % en valeur.
- Nikon : moins de 10,6 % en volume et 13,4 % en valeur.
- autres : 34,6 % en volume et 26,4 % en valeur.